# Bazooka
Bài này viết về một loại vũ khí, với những nghĩa khác xem tại Bazooka (định hướng)
Bazooka tên gọi chung của một loại súng chống tăng không giật với các đặc điểm: Thân dài, có hình ống, tính di động cao, đặt lên vai khi bắn, bắn ra rocket và mục tiêu là các vật thể kiên cố (xe tăng, công sự, tàu thuyền nhỏ, thậm chí cả máy bay). Bazooka nổi tiếng nhờ được sử dụng suốt từ Thế chiến 2 cho tới tận Chiến tranh Việt Nam. Từ "bazooka" được cho là bắt nguồn từ chữ "bazoo" trong tiếng Anh, là từ lóng chỉ "cái miệng". Từ "bazooka" xuất hiện đầu tiên từ cuốn tiểu thuyết năm 1909 The Swoop, or how Clarence Saving England của PG Wodehouse.
I shouldn't 'arf wonder, from the look of him, if he wasn't the 'aughty kind of a feller who'd cleave you to the bazooka for tuppence with his bloomin' falchion.

## Sử dụng
Loại Bazooka ban đầu có cỡ nòng 2,36 inch (cỡ nòng 60mm) là loại được sử dụng phổ biến trong Chiến tranh thế giới thứ hai.
Súng bazooka đã bị thay bởi M72 LAW (Light anti-tank weapon - Vũ khí chống tăng hạng nhẹ) trong Chiến tranh Việt Nam. Đến thập niên 2000, quân đội Mỹ đã không còn sử dụng Bazooka, tuy nhiên nó vẫn được sử dụng tại một số cuộc chiến tại châu Phi và khu vực Mỹ Latinh.

### Tại Việt Nam
Trong kháng chiến chống Pháp, kỹ sư Trần Đại Nghĩa của Việt Nam đã tìm cách tự chế tạo súng Bazooka bằng các lò rèn thủ công để trang bị cho bộ đội Việt Nam.
Tháng 9/1946, kỹ sư Trần Đại Nghĩa - một trí thức Việt kiều về nước, được Chủ tịch Hồ Chí Minh giao cho ông phụ trách Cục Quân giới với lời dặn: "Chú về phải lo ngay việc chế tạo vũ khí cho sự nghiệp kháng chiến của Nhân dân ta". Và ngày 27/10/1946, Chủ tịch trực tiếp giao nhiệm vụ cho kỹ sư Trần Đại Nghĩa ên xưởng Giang Tiên nghiên cứu chế tạo súng chống tăng dựa theo mẫu Bazooka 60mm của Mỹ Tháng 11/1946, xưởng Giang Tiên đã sản xuất thử nghiệm 1 khẩu súng và 50 viên đạn Bazoka, bắn thử nhưng đạn không xuyên do chất lượng thuốc nổ không đảm bảo. Ngày 5/12/1946, Chủ tịch Hồ Chí Minh trực tiếp giao cho Trần Đại Nghĩa làm Cục trưởng Cục Quân giới (tiền thân Tổng cục Công nghiệp Quốc phòng) và đặt tên mới cho ông là Trần Đại Nghĩa (để giữ bí mật danh tính cho ông và cho gia đình, họ hàng ở miền Nam)
Sau một số lần cải tiến, thử nghiệm các kiểu pha chế thuốc nổ, cuối cùng súng bazooka do Việt Nam chế tạo đã thử nghiệm thành công vào đầu tháng 3/1947. Ngày 5/3/1947, trong trận Trúc Sơn - Chùa Trầm, bằng 3 súng Bazooka và 10 quả đạn vừa xuất xưởng, bộ đội Việt Nam đã bắn cháy 2 xe tăng Pháp, bẻ gãy cuộc hành quân của địch. Từ đó, nhiều xưởng quân khí Việt Nam chuyên sản xuất Bazoka để trang bị cho bộ đội, riêng xưởng K3 thuộc Đặc khu Hà Nội, cuối năm 1947 đã sản xuất được hàng chục khẩu súng và 300 viên đạn Bazoka/tháng. Xưởng XC của Khu 3 từ mẫu Bazoka 60mm đã nghiên cứu chế tạo được Bazooka cỡ 73mm để đánh ca nô, tàu chiến trên sông..

## Những cải tiến

### Súng bắn tên lửa,M1A1 "Bazooka"
- Ra mắt lần đầu tiên vào tháng 6 năm 1942.
- Phiên bản A1 được cải tiến với một hệ thống điểm hỏa điện tử.

### Súng bắn tên lửa,M9 "Bazooka"
- Cải tiến hiện đại, thay thế loại M1A1 năm 1943.

### Súng bắn tên lửa,M9A1 "Bazooka"
- Đã được cải tiến để mang vác dễ dàng hơn, được trang bị cho đặc kích dù Hoa Kỳ từ cuối Thế chiến thứ 2 đến hết Chiến tranh Triều Tiên.
- Bộ phận ắc quy gây cháy.

### Súng bắn tên lửa,M20A1 "Super Bazooka"
- Nòng lớn hơn với loại 3,5 inch (89 mm).
- Có thể xuyên qua vỏ thép dày 200 mm.
- Mở rộng tầm bắn đến 150 m.
- Được đưa vào sử dụng tại Chiến tranh Triều Tiên

### Súng bắn tên lửa,M20A1B1 "Super Bazooka"
- Phiên bản có trọng lượng nhẹ với nòng súng làm bằng nhôm và các vật liệu đơn giản khác.
- Dùng bổ sung cho M20A1.

### Súng bắn tên lửa,M25 "Three Shot Bazooka"
- Có thể bắn 3 phát cùng lúc.

## Những loại đặc biệt

### M1A1
- Dài: 54 in (137 cm)
- Cỡ nòng: 60 mm (2,36 in)
- Khối lượng: 15 lb (6,8 kg)
- Đầu đạn: M6A1 shaped charge (3,5 lb, 1.59 kg)
- Tầm bắn:
  - Tối đa: 400 yard.
  - Hiệu quả: 150 yard.
- Số người sử dụng: 2, người điều khiển và người nạp đạn

### M9A1
- Chiều dài: 61 in (1.550 mm)
- Cỡ nòng: 60 mm (2,36 in)
- Khối lượng: 15,9 lb
- Đầu đạn: M6A3/C shaped charge (3.5 lb, 1.587 kg)
- Tầm bắn
  - Tối đa: 400–500 yard (350–450 m)
  - Hiệu quả: 120 yard (110 m)
- Số người điều khiển: 2, người bắn và người nạp đạn (M9) hoặc tự bắn và nạp đạn (M9A1).

### M20A1/A1B1
- Chiều dài (khi lắp ráp): 60 in (1524 mm)
- Cỡ nòng: 89 mm (3,5 in)
- Khối lượng (cả đạn): M20A1: 14 lb (6,4 kg); M20A1B1: 13 lb (5,9 kg)
- Đầu đạn: M28A2 HEAT (9 lb) hay T127E3/M30 WP (8,96 lb)
- Tầm bắn
  - Tối đa: 900 yd (823 m).
  - Hiệu quả (tại chỗ/di chuyển): 300 yd (275 m)/200 yd (185 m).
- Số người điều khiển: 2, người bắn và người nạp đạn.

## Các nước sử dụng
- Argentina: Super Bazooka,[4] sau này thay thế bằng AT4.
- Australia: Super Bazooka.[4]
- Austria: Super Bazooka.[4]
- Bangladesh: RL-83.[cần dẫn nguồn], Super Bazooka mua từ Pakistan năm 1971.[cần dẫn nguồn]
- Belgium: RL-83.[5]
- Bolivia: Super Bazooka.[4]
- Brazil: Bazooka[6] và Super Bazooka.[7]
- Cambodia[cần dẫn nguồn]
- Canada: Bazooka[8] và Super Bazooka.[4]
- Chile: Super Bazooka.[9]
- Cuba: Super Bazooka[4] trong Sự kiện Vịnh Con Lơn, lực lượng thân Mỹ Brigade 2506 sử dụng loại Bazooka 2.36 in để chống lại đoàn xe tăng T34 của Fidel Castro.[10]
- Cyprus[cần dẫn nguồn]
- El Salvador: Super Bazooka.[9]
- France: Bazooka[8] và Super Bazooka.[11]
- Greece: Super Bazooka.[12]
- Guatemala: Super Bazooka.[9]
- Guinea-Bissau: Super Bazooka.[9]
- Indonesia: Super Bazooka.[9]
- India: Super Bazooka.[4]
- Iraq: Super Bazooka.[13]
- Israel: M20A1[14]
- Italy: M20A1 và biến thể của RL-83.[15]
- Japan: JGSDF sử dụng super bazookas,[4] sau này được thay thế bằng mẫu súng không giật Carl Gustaf 8.4 cm.
- Liberia: Super Bazooka.[9]
- Luxembourg: Super Bazooka.[4]
- Malaysia: Super Bazooka.[16]
- Malawi: Super Bazooka.[9]
- Mexico[17]
- Morocco: Super Bazooka M20.[18]
- Myanmar: M9A1 và M20 Super Bazooka.[4]
- Nazi Germany: Thu giữ những khẩu M1A1 của quân Đồng Minh rồi nghiên cứu thành khẩu 6 cm Raketenpanzerbüchse 788.[19]
- Netherlands: M9A1 được Quân đội Hà Lan sử dụng trong một thời gian ngắn với tên gọi Raketwerper 2,36 inch. Nó phục vụ từ đầu những năm 1950 đến cuối những năm 1960 với Landmacht như một vũ khí huấn luyện, với Troepenmacht ở Suriname (TRIS, lực lượng quân đội ở Surinam, một phần của Landmacht), và Nederlands Detachement Verenigde Naties (N.D.V.N.) , Dutch Detachment United Nations) năm 1950–1951 trong Chiến tranh Triều Tiên. Trong Chiến tranh Triều Tiên, khẩu bazooka 2,36 inch đã được thay thế bằng khẩu M20 3,5 inch. Mặc dù nó đã thay thế M9A1 vào năm 1951 bằng N.D.V.N. Loại vũ khí này không được đưa vào Landmacht cho đến năm 1954. M20 và M20B1 sau đó được thay thế bằng LAW 66 mm vào năm 1968, nhưng những khẩu Bazooka vẫn đang nằm trong kho cho quân dự bị, động viên và những người khác sử dụng không ưu tiên cho đến năm 1989.[20]
- Nigeria : Super Bazooka M20.[21]
- Norway: Super Bazooka.[22]
- Pakistan: Super Bazooka.[4]
- Paraguay[cần dẫn nguồn]
- People's Republic of China: Một số lượng lớn Bazooka 2,36 inch và 3,5 inch đã bị Đảng Cộng sản Trung Quốc thu giữ trong Nội chiến Trung Quốc[23] và Chiến tranh Triều Tiên.[24] Trung Quốc cũng đã sao chép phiên bản 3.5-inch thành khẩu Type 51[25] với cỡ nòng 90 mm. Type 51 có thể bắn đạn của mẫu 3,5 inch (tức là 90 mm), nhưng Super Bazooka 3,5 inch lại không thể sử dụng đạn của Type 51.
- Philippines: Super Bazooka.[4]
- Portugal: Super Bazooka.[4]
- Republic of China: Super Bazooka.[11]
- Rhodesia: Super Bazooka.[4][26]
- Sierra Leone: Super Bazooka.[9]
- South Africa: Super Bazooka.[4]
- Republic of Korea: Bazooka, Super Bazooka.[4]
- Cộng hòa Dân chủ Nhân dân Triều Tiên: Trong Chiến tranh Triều Tiên, KPA sử dụng súng chống tăng M20 Super Bazooka tịch thu được của đối phương và bản sao của nó do Trung Quốc sản xuất mang tên Type 51. Súng dài 1.524 mm, cỡ nòng 89 mm, tầm bắn hiệu quả 150 m, sức xuyên thép 200 mm.